# Helminthophis praeocularis
Espèce
Helminthophis praeocularis est une espèce de serpents de la famille des Anomalepididae. 

## Répartition
Cette espèce est endémique de Colombie. Elle se rencontre dans les départements de Tolima, de Santander et de Norte de Santander.

## Publication originale
- Amaral, 1924 : Helminthophis. Proceedings of the New England Zoological Club, vol. 9, p. 25-30.